# 塩化ベンジルトリエチルアンモニウム
塩化ベンジルトリエチルアンモニウム（えんかべんじるとりえちるあんもにうむ、Benzyltriethylammonium chloride）は、第4級アンモニウム塩のひとつである。
相間移動触媒として用いられる。
塩基性の水相に溶解させると、化合物中の塩化物イオンが水酸化物イオンに置換される。この操作を行うことにより有機相に可溶となる。